# Teodor (antypapież)
Teodor – antypapież w roku 687.

## Życiorys
Po śmierci Jana V (2 sierpnia 686), był głównym kontrkandydatem archiprezbitera Piotra, jednak w wyniku impasu, wybrany został kompromisowy kandydat Konon. Jednak, gdy ten zmarł (21 września 687) znowu rozważano kandydaturę archiprezbitera Teodora, który był popierany przez wojsko. Dokonano wówczas podwójnego wyboru – Teodora i Paschalisa. Obaj postanowili zająć Pałac Laterański, a wobec takiej sytuacji ponownie odwołano się do kandydata kompromisowego – Sergiusza I. Wkrótce potem Teodor dobrowolnie poddał się nowemu papieżowi.